# Cliff Owen
Cliff Owen (* 22. April 1919 in London; † 1. November 1993 in Oxfordshire, England) war ein britischer Regisseur in Film und Fernsehen. Er führte bei über 30 Filmproduktionen Regie, darunter Gentlemenkillers, Willkommen, Mister B., Harold und die Stripperin, Bitte keinen Sex, wir sind Briten oder Vagabund in tausend Nöten.

## Leben
Cliff Owen, geboren 1919 in London, begann seine Laufbahn nach dem Zweiten Weltkrieg zuerst als Regieassistent bei Spielfilmproduktionen. Zwischen 1947 und 1953 arbeitete er unter Regisseuren wie John Boulting, Edmond T. Gréville, Alfred Hitchcock, Vincent Sherman, Ken Annakin, J. Lee Thompson oder Henry Cass, bevor er im Jahr 1955 schließlich als eigenständiger Regisseur zum britischen Fernsehen wechselte und dort Episoden für namhafte Serien wie London Playhouse, ITV Television Playhouse, ITV Play of the Week, On Trial oder Mit Schirm, Charme und Melone inszenierte.
Seit Anfang der 1960er Jahre führte er dann auch bei Kinofilmen Regie. Sein Leinwanddebüt dort gab er 1961 mit dem Kriminalfilm In den Fängen des FBI mit William Sylvester und Mai Zetterling in den Hauptrollen. In den darauffolgenden Jahren drehte er die beiden Filme Das Netz (1962) mit Stanley Baker und die Kriminalkomödie Gentlemenkillers (1963) in der Besetzung Peter Sellers, Lionel Jeffries und Bernard Cribbins. Gemeinsam mit Ronald Neame inszenierte er 1966 dann den Spielfilm Willkommen, Mister B. mit James Garner und Melina Mercouri, dessen Titelsong Strangers in the Night komponiert von Bert Kaempfert zu einem Welthit wurde und 1967 den Golden Globe Award in der Kategorie Best Original Song in a Motion Picture erhielt. In den nächsten zehn Jahren drehte Owen dann überwiegend Komödien, unter anderem Stoffe wie Ein Hauch von Riviera und The Magnificent Two jeweils mit Eric Morecambe und Ernie Wise, Harold und die Stripperin mit Wilfrid Brambell, Bitte keinen Sex, wir sind Briten mit Ronnie Corbett oder die Abenteuerkomödie Vagabund in tausend Nöten mit Nicky Henson, Trevor Howard und, Terry-Thomas in den Hauptrollen. Mit diesem Film beendete Owen 1976 seine Karriere beim Film.
Cliff Owen verstarb im November 1993 im Alter von 74 Jahren in der Grafschaft Oxfordshire.

## Filmografie (Auswahl)

### Kino
- 1961: In den Fängen des FBI (Offbeat)
- 1962: Das Netz (A Prize of Arms)
- 1963: Gentlemenkillers (The Wrong Arm of the Law)
- 1966: Willkommen, Mister B. (A Man Could Get Killed)
- 1966: Ein Hauch von Riviera (That Riviera Touch)
- 1967: The Magnificent Two
- 1968: Jung, blond und tödlich (The Vengeance of She)
- 1972: Harold und die Stripperin (Steptoe and Son)
- 1972: Ein ganz frivoles Nummernkonto (Ooh… You Are Awful)
- 1973: Bitte keinen Sex, wir sind Briten (No Sex Please: We're British)
- 1975: Closed Up-Tight
- 1976: Vagabund in tausend Nöten (The Bawdy Adventures of Tom Jones)

### Fernsehen
- 1955: London Playhouse (Fernsehserie, 1 Episode)
- 1955: The Seventh Dungeon (Fernsehfilm)
- 1956–1957: Boyd Q.C. (Fernsehserie, 2 Episoden)
- 1956–1961: ITV Television Playhouse (Fernsehserie, 8 Episoden)
- 1957–1961: ITV Play of the Week (Fernsehserie, 8 Episoden)
- 1957: The New Adventures of Martin Kane (Fernsehserie, 2 Episoden)
- 1959: Gefährliche Geschäfte (Fernsehserie, 3 Episoden)
- 1959: Knight Errant Limited (Fernsehserie, 1 Episode)
- 1960: On Trial (Fernsehserie, 2 Episoden)
- 1961: On Trial: The Dilke Case (Fernsehfilm)
- 1962: Drama 61–67 (Fernsehserie, 1 Episode)
- 1963: The Victorians (Fernsehminiserie)
- 1964: A Little Big Business (Fernsehserie, 1 Episode)
- 1964: The Sullavan Brothers (Fernsehserie, 1 Episode)
- 1965: Melina Mercouri's Greece (Fernsehdokumentarfilm)
- 1968: Rogues' Gallery (Fernsehserie, 1 Episode)
- 1968: Mit Schirm, Charme und Melone (Fernsehserie, 1 Episode)
- 1969: ITV Playhouse (Fernsehserie, 1 Episode)
- 1970: Confession (Fernsehserie, 1 Episode)
- 1970: The Adventures of Don Quick (Fernsehserie, 1 Episode)